# Melloa
Melloa é um género botânico pertencente à família Bignoniaceae.

## Espécies
- Melloa duseniana
- Melloa populifolia
- Melloa quadrivalvis